# Marco Bizot
Marco Bizot (Hoorn, 10 de marzo de 1991) es un futbolista neerlandés que juega en la demarcación de portero para el Aston Villa F. C. de la Premier League.

## Biografía
Tras formarse como futbolista en el Jong Ajax, en 2011 salió en calidad de cedido al SC Cambuur en busca de más minutos. Jugó un total de 17 partidos de liga. Finalmente en 2012 se marchó traspasado al FC Groningen, jugando 50 partidos de liga y 9 de copa. Tras tres temporadas en el KRC Genk, se marchó en el mercado veraniego de 2017 al AZ Alkmaar. Allí estuvo cuatro años, yéndose en agosto de 2021 al Stade Brestois 29. En este equipo también permaneció el mismo número de campañas y en julio de 2025 fichó por el Aston Villa F. C.

## Clubes
| Club                | País         | Año       | Partidos | Goles |
| ------------------- | ------------ | --------- | -------- | ----- |
| SC Cambuur (cedido) | Países Bajos | 2011-2012 | 17       | 0     |
| F. C. Groningen     | Países Bajos | 2012-2014 | 59       | 0     |
| K. R. C. Genk       | Bélgica      | 2014-2017 | 73       | 0     |
| AZ Alkmaar          | Países Bajos | 2017-2021 | 164      | 0     |
| Stade Brestois 29   | Francia      | 2021-2025 | 148      | 0     |
| Aston Villa F. C.   | Inglaterra   | 2025-     |          |       |